# FCEUX
FCE Ultra X (сокр. — FCEUX) — один из самых популярных эмуляторов игровой приставки NES и Famicom для операционных систем Windows, Linux, macOS. Является программой с открытым исходным кодом.

## История
FCE Ultra произошёл от FCE (FamiCom Emulator). Последним полным выпуском была версия 0.98.12 (август 2004 года), а предварительная версия 0.98.13-pre была выпущена в сентябре 2004 года только как исходный код. После этого разработка остановилась, а домашняя страница и форумы эмулятора были закрыты.
В связи с отсутствием официальной разработки было создано множество форков FCE Ultra. Наиболее примечательными являются FCEU-MM, который поддерживает множество новых и необычных мапперов, FCEU Rerecording, который включает в себя множество полезных функций для TAS, и FCEUXD SP, который добавляет ряд отладочных инструментов.
В марте 2006 года Энтони Джорджо и Марк Долинер возобновили разработку и вскоре после этого был начат проект по объединению всех форков в одно новое приложение под названием FCEUX, которое привлекло к сотрудничеству многих авторов различных форков FCE Ultra.
FCEUX был впервые публично выпущен 2 августа 2008 года. С тех пор этот форк эмулятора продолжал неуклонно развиваться, в результате чего другие форки стали устаревшими, и теперь он имеет функции, которых нет в оригинальном FCE Ultra, такие как встроенная поддержка записи игрового процесса (реплеев) и возможность расширять, улучшать или изменять игровой процесс с помощью скриптов Lua. Таким образом, он стал намного более продвинутым, чем его предшественники.

### Разработчики
FCE был написан Bero. FCE Ultra был написан Xodnizel, а воскресили его Энтони Джорджио и Марк Долинер. Проект FCEUX был инициирован Zeromus-ом и Себастьяном Порстом. Дополнительные авторы присоединились к группе до её первого выпуска, в том числе mz, Andrés Delikat, nitsujrehtona, maximus, CaH4e3, qFox и Лукас Сабота (punkrockguy318). Среди других участников были Аарон О’Нил, Джо Нахмиас, Пол Кулиневич, Quietust, Parasyte, bbitmaster, blip, nitsuja, Luke Gustafson, UncombedCoconut, Jay Lanagan, Acmlm, DWEdit, Soules, radsaq, qeed, ueglydoof и Uegindoof.

## Поддержка мультиплеера
Версия FCEUX для Win32 в настоящее время не поддерживает функцию воспроизведения по сети TCP/IP. Самой последней версией Win32, поддерживающей эту функцию, стала FCE Ultra 0.98.9. Поддержка TCP/IP в настоящее время работает в порту SDL FCEUX.

## Порты
Интегрированный графический интерфейс GTK2 был добавлен в порт SDL FCEUX версии 2.1.3. Этот графический интерфейс GTK устарел, в отличие от предыдущего интерфейса Python, gfceux.
FCEUX был портирован на DOS, Linux (с SVGALib или X), Mac OS X (его порт SDL должен также работать на других Unix-подобных платформах, таких как FreeBSD, Solaris и IRIX), Windows, GP2X, PlayStation Portable, Nintendo GameCube, Wii, PlayStation 2 и Pepper Pad.

## Критика
По итогам тестирования программ-эмуляторов, журнал CHIP обозначил FCEUX оптимальным для приставок Dendy, оценив его в 5 баллов, в том числе и за совместимость, при этом отметив поддержку сетевой игры и лёгкость настройки.
Брендан Гессе из Digital Trends считает FCEUX лучшим эмулятором для NES из-за его расширенных функций, включая отладку, взлом ПЗУ и запись видео.